# Lakefield
Lakefield é uma cidade localizada no estado americano de Minnesota, no Condado de Jackson.

## Demografia
Segundo o censo americano de 2000, a sua população era de 1721 habitantes.
Em 2006, foi estimada uma população de 1690, um decréscimo de 31 (-1.8%).

## Geografia
De acordo com o United States Census Bureau tem uma área de
2,8 km², dos quais 2,8 km² cobertos por terra e 0,0 km² cobertos por água. Lakefield localiza-se a aproximadamente 452 m acima do nível do mar.

## Localidades na vizinhança
O diagrama seguinte representa as localidades num raio de 24 km ao redor de Lakefield.